# Mohamed Diamé
Mohamed Diamé (Créteil, 14 juni 1987) is een Senegalees voetballer die als verdedigende middenvelder speelt. Hij tekende in augustus 2016 een contract tot medio 2019 bij Newcastle United, dat circa €5.375.000,- voor hem betaalde aan Hull City. Diamé werd geboren in Frankrijk, maar debuteerde in 2011 in het Senegalees nationaal elftal.

## Clubcarrière
Diamé stroomde in 2005 door uit de jeugd van RC Lens. Na vier jaar ging hij hier weg na gezondheidsproblemen. Toen hij hersteld was, tekende hij bij CD Linares. Het jaar erop verkaste hij naar Rayo Vallecano, waarmee hij vijfde werd in de Primera División. Hij hielp promovendus Rayo Vallecano mee aan een vijfde plaats.
In augustus 2009 bereikte Diamé een akkoord met Wigan Athletic. De Britten betaalden 3,8 miljoen euro voor de Senegalees. Antonio Amaya werd betrokken in de deal. Diamé maakte op dezelfde dag dat hij tekende zijn debuut voor Wigan, tegen Manchester United. Wigan verloor met 5-0. Zijn eerste doelpunt in Engelse dienst maakte hij op 6 februari 2010, tegen Sunderland. Op het einde van het seizoen 2011/12 was hij transfervrij.
Op 20 juni 2012 legde West Ham United Diamé vast. Hij tekende voor drie jaar. Diamé maakte z'n debuut op 18 augustus 2012 in een met 1-0 gewonnen wedstrijd tegen Aston Villa. Op 6 oktober 2012 maakte hij tegen Arsenal zijn eerste doelpunt voor zijn nieuwe club. In 2014 verkaste Diamé naar Hull City. Daarmee degradeerde hij na een jaar naar de Championship. In het seizoen 2015/16 schoot hij zijn werkgever hoogstpersoonlijk terug de Premier League in door in de finale van de play-offs tegen Sheffield Wednesday het enige doelpunt voor zijn rekening te nemen. Hij scoorde op aangeven van Robert Snodgrass. Diamé ging niet met Hull mee terug naar het hoogste nivea, maar tekende in augustus 2016 een contract tot medio 2019 bij Newcastle United. Dat degradeerde in het voorgaande seizoen juist uit de Premier League. Het betaalde circa €5.375.000,- voor hem aan Hull City.

## Interlandcarrière
Diamé werd op 22 maart 2011 voor het eerst opgeroepen voor het Senegalees nationaal elftal. Zijn vader is afkomstig uit Dakar. In juli 2012 nam Diamé met Senegal deel aan de Olympische Spelen, als dispensatiespeler.
1 Dúbravka ·
2 Trippier ·
4 Botman ·
5 Schär ·
6 Lascelles ·
7 Joelinton ·
8 Tonali ·
9 Wilson ·
10 Gordon ·
11 Barnes ·
12 Lewis ·
13 Targett ·
14 Isak ·
17 Krafth ·
18 Osula ·
19 Vlachodimos ·
20 Hall ·
21 Livramento ·
22 Pope ·
23 Murphy ·
26 Ruddy ·
28 Willock ·
29 Gillespie ·
33 Burn ·
36 Longstaff ·
39 Guimarães  ·
67 Miley ·
75 Sanusi ·
Coach: Howe
· Assistent-coach: Jones